# Новопавлівський заказник
Новопа́влівський зака́зник — ботанічний заказник місцевого значення в Україні. Об'єкт природно-заповідного фонду Одеської області. 

## Розташування
Розташований на території Старомаяківської сільської громади Березівського району Одеської області, на захід від села Новопавлівка, у долині річки Журавка.
За фізико-географічним районуванням Новопавлівський заказник розташований на території Тилігуло-Куяльницького району, Південно-Подільської схилово-височинної області, підзони Північного Степу, зони степу, Східноєвропейської рівнинної країни.
За геоботанічним районуванням дана територія належить до Європейської степової області, Понтичної степової провінції, Чорноморсько-Азовської степової підпровінції, Дністровсько-Бузького геоботанічного округу різнотравно-злакових степів та байрачних лісів.

## Історія
Ботанічний заказник місцевого значення «Новопавлівський» був оголошений рішенням № 445-VI дванадцятої сесії Одеської обласної ради народних депутатів VI скликання від 26 квітня 2012 року, враховуючи рішення Миколаївської сільської ради, відповідно до клопотання гуртка «Юний натураліст» Новомиколаївської НВК «Світанок» ЗОШ І-ІІІ ступенів, ДНЗ та наукового обґрунтування Уманського державного педагогічного університету імені Павла Тичини.

## Мета
Мета створення заказника — підтримання загального екологічного балансу, збереження найцінніших природних комплексів, різноманітності ландшафтів і генофонду рослинного й тваринного світу Одеської області.

## Значення
Заказник має велику наукову, фітосозологічну, ландшафтно-естетичну та еколого-виховну цінність. Може бути ядром регіональної екомережі, так як в межах нього охоронятиметься зникаюча наразі по всій Україні степова рослинність.

## Загальна характеристика
Загальна площа заказника 118,43 га земель сільськогосподарського призначення, які не надані у власність або користування. Заказник являє собою цінний степовий природний комплекс на схилі правового берега річки Журавка.

## Флора
На території заказника зростають 25 видів рідкісних рослин, які належать до 21 роду. Найбільша кількість видів належить до родини Liliaceae — шість, чотири види до родини Ranunculaceae, по три — до Rosaceae, Iridaceae, Poaceae, по одному виду до родин Alliaceae, Fabaceae, Asteraceae, Caryophyllaceae, Apocynaceae, Fumariaceae. З 25 видів рідкісних рослин 10 охороняються Червоною книгою України (зокрема, Adonis vernalis L., Adonis wolgensis Stev., Bulbocodium versicolor (Ker.-Gaul.) Spreng, Crocus reticulatus Stev. ex Adam, Pulsatilla nigricans (Storck.) Zamels, Stipa capillata L., Stipa lessingiana Trin. et Rupr., Stipa pulcherrima K.Koch.), 3 — Європейським Червоним списком (Astragalus dasyanthus Pall., Dianthus lanceolatus Stev. ex Reichenb., Allium regelianum A.Beck. ex Iljin), 2 — Червоним списком Міжнародного союзу охорони природи (Astragalus dasyanthus Pall., Dianthus lanceolatus Stev. ex Reichenb.) і 14 — Червоним списком Одеської області (зокрема, Amygdalus nana L., Bellevalia sarmatica (Georgi) Woronov, Clematis integrifolia L., Corydalis solida (L.) Clairv., Helichrysum arenarium (L.) Moench, Hyacintella leucophaea Schur, Iris pumila L., Iris halophila Pall., Leopoldia tenuiflora (Tausch) Heldr., Muscari neglectum Guss., Ornithogalum gussonei Ten., Spirea hypericifolia L., Vinca herbacea Waldst. et. Kit. та інші). 
Рослинні угруповання Stipeta capillatae, Stipeta lessingianae, Stipeta pulcherrimae, Amygdaleta nanae занесені до Зеленої книги України. Тут наявні також рідкісні угруповання Одеської області: формації Caraganeta fruticis, Agropyreta pectinati, Bothriochloeta ischaemi, Crinitarieta villosae, Festuceta valesiacae, Phragmiteta australis, Spireaeta hypericifoliae.